# The Ready Set
The Ready Set foi formada em 17 de novembro de 2007. Jordan Witzigreuter é o vocalista e único membro do ato. Witzigreuter geralmente escreve e grava por conta própria, usando uma banda de apoio quando em turnê. Ele uma vez declarou: "O The Ready Set é, sempre foi, e sempre será só comigo." O nome foi adotado devido a preocupações do artista que o seu sobrenome, Witzigreuter, seria difícil para as pessoas de se pronunciar. Jordan reside em sua cidade natal, Fort Wayne, Indiana, quando ele não está em turnê ou gravando em Los Angeles, Califórnia.

## Discografia
Álbuns de estúdio
| Ano  | Álbum                               |
| ---- | ----------------------------------- |
| 2008 | Syntax and Bright Lights            |
| 2009 | Tantrum Castle                      |
| 2010 | I'm Alive, I'm Dreaming             |
| 2014 | The Bad & The Better                |
| 2016 | I Will Be Nothing Without Your Love |
| 2018 | V2                                  |

Extended plays
| Ano  | Álbum         |
| ---- | ------------- |
| 2007 | Cascades EP   |
| 2010 | Feel Good Now |
| 2018 | V1            |

### Singles
| 2010 | "Love Like Woe"                                 | 27 | 35 | 15 | - US: Platinum | I'm Alive, I'm Dreaming             |
| 2010 | "More Than Alive"                               | —  | —  | —  |                | I'm Alive, I'm Dreaming             |
| 2011 | "Young Forever"                                 | —  | —  | 39 |                | Feel Good Now                       |
| 2011 | "Hollywood Dream"                               |    |    |    |                | Feel Good Now                       |
| 2012 | "Give Me Your Hand (Best Song Ever)"            |    |    |    |                |                                     |
| 2016 | "Good Enough"                                   |    |    |    |                | I Will Be Nothing Without Your Love |
| 2016 | "Before You"                                    |    |    |    |                |                                     |
| 2016 | "Take You There"                                |    |    |    |                |                                     |
|      | "—" Lançamentos que não entraram nas Paradas\|- |    |    |    |                |                                     |